# Kąty (Proszowice)
Pour les articles homonymes, voir Kąty.
Kąty est une localité polonaise de la gmina de Radziemice, située dans le powiat de Proszowice en voïvodie de Petite-Pologne.